# Salvador Crescenti Miró
Salvador Crescenti i Miró (Móra d'Ebre, 16 de maig de 1903 - Salt, 20 de març de 1978) va ser un fotògraf català.
Salvador Crescenti, descendent d'immigrants italians, va nàixer a Móra (d'Ebre). En plena adolescència, va abandonar el seu poble natal per establir-se primer a Girona i després a Salt. S'introduïx en el món de la fotografia d'una forma autodidacta. S'inicia com a fotògraf professional als 26 anys, professió que serà el seu modus vivendi la resta de la seua vida. No va obrir mai botiga.
Afavorit per la seva condició atlètica, Crescenti va recórrer amb la seva bicicleta grans distàncies per tal de retratar els vilatans que ho sol·licitaven i, també, per a fotografiar alguns esdeveniments, sempre amb la finalitat de cercar la notícia. El món de l'esport gironí, al qual va estar vinculat com a esportista actiu i també com a aficionat de múltiples disciplines, li deu gran part de la producció gràfica de l'època. Per aquest motiu, és considerat com un dels precursors de la fotografia esportiva a Girona.
Amb els anys, Salvador Crescenti es va anar fent un nom com a fotògraf. A la dècada del 1940, les seves fotografies apareixen per a il·lustrar programes de les Fires de Sant Narcís. També es coneix la seva participació en exposicions de fotografia.